# Rahman Raoufi
Rahman Raoufi (* 9. April 1978 in Gonbad-e Qabus) ist ein iranischer Beachvolleyballspieler.

## Karriere
Raoufi belegte 2010 mit Reza Assari Naeini beim Challenger-Turnier in Chennai den fünften Platz. 2014 spielte er erstmals mit Bahman Salemiinjehboroun und wurde Neunter der Asienmeisterschaft. 2015 spielten die beiden Iraner neben einigen Turnieren der kontinentalen Serie die Open-Turnier der FIVB World Tour in Fuzhou und Katar, bei denen sie jeweils früh ausschieden. 2016 belegten sie den 17. Platz bei den Kisch Open. Das gleiche Ergebnis erzielten sie zu Beginn der World Tour 2017. Anschließend gewannen sie die Asienmeisterschaft in Thailand. Nachdem sie beim Drei-Sterne-Turnier der FIVB-Serie in Moskau früh ausgeschieden waren, wurden sie beim mit einem Stern bewerteten Turnier in Agadir Dritter. Über die AVC-Vorentscheidung qualifizierten sie sich für die Weltmeisterschaft in Wien. Dort entschieden sie in drei Vorrundenspielen nur einen Satz für sich und schieden sieglos als Gruppenletzte aus.